# Rada Paktu Północnoatlantyckiego
Rada Współpracy Paktu Północnoatlantyckiego (ang. North Atlantic Cooperation Council, NACC) – organizacja założona w grudniu 1991 w celu umożliwienia formalnych konsultacji pomiędzy państwami NATO i państwami byłego Układu Warszawskiego oraz krajami powstałymi po rozpadzie ZSRR.
Rada zajmowała się głównie obszarami, które w priorytetach Polski i innych państw środkowoeuropejskich miały raczej drugorzędne znaczenie (np. obrona cywilna, rozwiązywanie sytuacji kryzysowych, pomoc humanitarna, ogólne konsultacje polityczne). Wielokrotnie przedstawiciele Sojuszu podkreślali wkład Polski w rozwijanie ogólnoeuropejskiej współpracy w dziedzinie bezpieczeństwa.